# Kicznia
Kicznia – wieś w Polsce położona w województwie małopolskim, w powiecie nowosądeckim, w gminie Łącko.
Wieś duchowna, własność klasztoru klarysek w Starym Sączu, położona była w drugiej połowie XVI wieku w powiecie sądeckim województwa krakowskiego. W latach 1975–1998 miejscowość administracyjnie należała do województwa nowosądeckiego.

## Położenie
Miejscowość znajduje się na południowym krańcu Beskidu Wyspowego. Pola i zabudowania Kiczni zajmują dolinę Zakiczańskiego Potoku oraz zbocza dwóch południowo-wschodnich grzbietów Modyni. Do Kiczni można dojechać drogą z Łącka, Młyńczysk, Jastrzębia lub Woli Kosnowej.

## Części wsi
Integralne części wsi Kicznia:
przysiółkiZakicznie
części wsiBystra, Cecygówka, Granicznik, Kwartał, Łazarska, Łazy, Na Jaworzynę, Na Knapiarkę, Na Opałkówkę, Oborzyska, Osiki, Podjarcowa, Podpaproć, Wierchy, Wyrębiska, Zapadliska, Zagórze

## Ochotnicza Straż Pożarna
Kicznia posiada własną jednostkę Ochotniczej straży pożarnej założona w 1957 roku, posiada 3 motopompy i samochód Iveco Unic 4x4 GBAM 3/16+8.

## Demografia
Najstarsze wiadomości o wsi Kicznia pochodzą z XIII wieku. Ludność według spisów powszechnych, w 2009 według PESEL.
| Rok    | 1900 | 1921 | 1931 | 2002 |
| Liczba | 72   | 72   | 89   | 139  |

| Zwierzęta | Konie | Bydło | Owce | Świnie |
| Liczba    | 51    | 280   | 291  | 154    |